# کلاودیو دی کوسته
کلاودیو دی کوسته (ایتالیایی: Claudio Di Coste؛ زادهٔ ۱۳ اوت ۱۹۵۴) بازیکن والیبال اهل ایتالیا بود.
وی در مسابقات کشوری و بین‌المللی در مجموع برندهٔ ۱ مدال نقره شده‌است.